# 横川ヨコ
横川ヨコ（よこかわ よこ、1983年7月3日-）は、日本の現代美術家。男性。

## 経歴
- 1983年-愛知県生まれ[2]
- 2006年-世界ポスタートリエンナーレトヤマ2006 入選
- 2008年-東京芸術大学美術学部デザイン科 卒業[2]
- 2010年-シェル美術賞入選
- 2012年-シェル美術賞グランプリ

## 主な展覧会

### 個展
- 2011年-「ピクニック」たけだ美術、銀座[2]

### グループ展
- 2010年-「シェル美術賞2010 展」代官山ヒルサイドフォーラム、東京[2]
- 2011年-「東日本大震災復興支援チャリティ展『Art for Tomorrow』」トーキョーワンダーサイト渋谷、東京
- 2011年-「ガラパゴス・ファイン2」たけだ美術、銀座
- 2012年-「シェル美術賞2012 展」国立新美術館、六本木